# Claudina y Alberto Gambino
Claudina y Alberto Gambino son un dúo argentino de canción protesta, que triunfaron principalmente en España durante los años setenta.

## Historia
El dúo se conoció cuando Claudina, nombre artístico de Ester Lidia Gastaldi, y natural de Santa Fe, buscó un guitarrista que le acompañara en sus recitales y le recomendaron a Alberto Gambino, que era nacido en Córdoba, ciudad a la que se había trasladado Claudina para realizar estudios de Filosofía y Letras. Alberto estudiaba Arquitectura a la vez que asistía a clases en el conservatorio de la ciudad.
Comenzaron su carrera conjunta después de trasladarse a Buenos Aires, donde dieron sus primeros conciertos en el café La Fusa, en el que interpretaban canciones del folclore popular junto con composiciones propias y de otros artistas del momento. A la vez que continuaban tocando por distintos locales, comenzaron una labor de recogida de canción popular que dieron lugar a dos discos grabados junto a María Escudero. También durante sus años en Argentina comenzaron su trabajo de traducción y recopilación de las canciones de Georges Brassens, con la colaboración de Julio Ardiles Gray, que dio como resultado la grabación de dos discos y fue la base del posteriormente editado en España.
Después de una gira por distintos países, la pareja se exilió en España en 1974, donde comenzaron actuando en la sala Candombe, local conocido en aquel momento como divulgador de la canción sudamericana popular y de protesta. También actuaron en la mítica sala La Mandrágora de Madrid. En ese mismo año grabaron su primer LP en España, Aquí donde nos ven, de la mano del productor Alain Milhaud, con canciones de Violeta Parra, Víctor Jara y Silvio Rodríguez, entre otros. 
En este mismo estilo, grabaron en 1975 su segundo LP Canciones de amor armado, en el que además de versiones de cantantes y poetas americanos incluían dos temas propios. Siempre con Milhaud como productor y después de un breve viaje a Argentina, grabaron en España Ensayos sobre Georges Brassens, basado en los dos discos que habían publicado originalmente en su país natal.
Tras este trabajo vinieron Quiero decir tu nombre, Libertad en el 76, Llamas en el 78 y el sorprendente álbum en gallego Danza na Lua. Seis poemas galegos, basado en los poemas homónimos de Federico García Lorca, ya en 1986. 
Todas estas grabaciones estuvieron compaginadas con la realización de numerosos conciertos por el país, montaje de espectáculos teatrales y colaboraciones con distintas asociaciones de música. A partir de los años 90 dividieron su faceta musical, Claudina hacia el género lírico y Alberto en su función de productor y arreglista, aunque en 2008 reunieron lo que nunca habían separado para la grabación de su último disco Corre, poeta, corre.
En 2017 residían en Zaragoza, España.

## Discografía
- Recopilaciones y composiciones folclóricas. Con María Escudero.
- Brassens en castellano. Azur Producciones Argentinas, 1972.
- Aquí donde nos ven. Zafiro, 1974.
- Canciones de amor armado. Zafiro, 1975.
- Ensayos sobre Georges Brassens. Zafiro, 1975.
- Quiero decir tu nombre, libertad. Zafiro, 1976.
- Llamas. Zafiro, 1978.
- Lo mejor de los Gambino. Zafiro, 1983.
- Danza na lua. Seis poemas galegos. RNE, 1986.
- Corre, poeta, corre. Sello Autor, 2008.